# 트리라코돈과
트리라코돈과(Tirachodontidae)는 트라이아스기 초-중기 중국과 아프리카 남부에 살았던 키노돈트 중 하나이다. 이들은 페름기 대멸종 직후 출연하여 약 2억 5100만년전부터 약 2억 3700만년전까지 살았었다.

## 특징

### 두개골 및 치아
트리라코돈과는 넓은 두개골과 짧고 좁은 주둥이를 가지고 있었다. 또 이들의 두 개의 큰 송곳니외에도 더 작은 송곳니를 가지고 있었는데 트리라코돈과와 다른 키노돈트를 구별하는 대부분의 특징은 이빨이다.

### 성장 속도
트리라코돈과가 살았던 지역은 강우량이 적은 반건조 기후였는데 이들의 뼈 구조는 강우량이 많으면 빠르게, 강우량이 적으면 느리게 성장했음을 알려준다.

## 습성

### 땅굴
트리라코돈과에 속하는 트리라코돈은 땅굴과 함께 발견되었는데, 이 굴은 천적으로부터 몸을 숨기거니, 새끼들을 기를때 사용했을 것으로 추정된다,

## 하위 분류군
트리라코돈과에는 두 아과가 속하는데 하나는 아프리카에서 살았던 트리라코돈아과이며 다른 하나는 중국에서 살았던 
시노그나투스아과이다.
1. ↑  Hendrickx, Christophe; Gaetano, Leandro C.; Choiniere, Jonah N.; Mocke, Helke; Abdala, Fernando (2020년 10월 17일). “A new traversodontid cynodont with a peculiar postcanine dentition from the Middle/Late Triassic of Namibia and dental evolution in basal gomphodonts”. 《Journal of Systematic Palaeontology》 (영어) 18 (20): 1669–1706. doi:10.1080/14772019.2020.1804470. ISSN 1477-2019.
2. ↑  Gao, Ke-Qin; Fox, Richard C.; Zhou, Chang-Fu; Li, Da-Qing (2010년 6월). “A New Nonmammalian Eucynodont (Synapsida: Therapsida) from the Triassic of Northern Gansu Province, China, and its Biostratigraphic and Biogeographic Implications”. 《American Museum Novitates》 2010 (3685): 1–25. doi:10.1206/649.1. ISSN 0003-0082.
3. ↑  Botha, J. (2004). “Growth and life habits of the Triassic cynodont Trirachodon, inferred from bone histology" (PDF)” (PDF). 《Acta Palaeontologica Polonica》.